# Oenanthe filipenduloides
Oenanthe filipenduloides är en flockblommig växtart som beskrevs av Jean-Louis Thuillier. Oenanthe filipenduloides ingår i släktet stäkror, och familjen flockblommiga växter. Inga underarter finns listade i Catalogue of Life.